# Meunasah Sagou
Meunasah Sagou is een bestuurslaag in het regentschap Aceh Utara van de provincie Atjeh, Indonesië. Meunasah Sagou telt 1403 inwoners (volkstelling 2010).